# 莊皇集團

莊皇集團公司，簡稱莊皇集團（英語：Sanbase Corporation Limited，港交所：8501），於2009年由主席王世存創立，總部位於香港。莊皇集團為室內裝潢解決方案供應商，其主要業務為經營甲級寫字樓裝潢工程。
莊皇集團股份在2018年1月4日於港交所創業板上市。公司在開曼群島註冊。

## 主要資產
誠和樂有限公司
廸澳有限公司
廣州斯五建築設計工程有限公司
譽榮財資有限公司

## 連結
- 莊皇集團公司 （页面存档备份，存于）